# Методи розрахунку ВВП
ВВП (валовий внутрішній продукт) у Системі національних рахунків розраховується трьома методами:
1. За витратами — підраховуються витрати усіх макроекономічних суб'єктів.
2. За доходами — підраховуються факторні доходи домогосподарств.
3. За доданою вартістю (виробничий метод) — розраховується валова додана вартість з урахуванням непрямих податків.
Усі три методи дають однакову величину ВВП з урахуванням статистичної похибки.
Методи засновані на ідеї рівності потоків доходів і витрат у моделі економічного кругообігу.